# Ottavio Bianchi
Ottavio Bianchi (Brescia, 1943. október 6. –) olasz válogatott labdarúgó, középpályás, edző.

## Pályafutása

### Játékosként
Bianchi szülővárosában, az olasz másodosztályú Brescia csapatában kezdett el futballozni; a klubbal 1965-ben megnyerte a Serie B-t és a csapat feljutott az olasz elsőosztályba. 1966-ban a szintén élvonalbeli Napoli csapatához szerződött, majd a Serie A-ban futballozott még az Atalanta, az AC Milan és a Cagliari csapataiban is; a Serie A-ban 1965 és 1975 között több mint kétszáz mérkőzésen lépett pályára. 1975-ben a másodosztályú SPAL csapatának játékos-edzője lett. Bianchi 1966-ban két mérkőzésen lépett pályára az olasz labdarúgó-válogatottban; november 1-én egy Szovjetunió elleni barátságos, november 26-án pedig egy Románia elleni Európa-bajnoki selejtező mérkőzésen szerepelt.

### Edzőként
Bianchi 1975-ben lett a SPAL csapatának játékos-edzője. Eleinte alacsonyabb osztályú klubokat irányított (Siena, Mantova, Triestina). 1982-ben olasz harmadosztályú bajnok lett az Atalanta csapatával. Az 1983-1984-es szezonban az olasz élvonalbeli Avellino, az utána lévő szezonban pedig a szintén élvonalbeli Como csapatait edzette. 1985 és 1989 között korábbi csapatának, a Napolinak a vezetőedzője volt; a klubbal 1987-ben olasz bajnokságot és kupát nyert, valamint az 1989-es UEFA-kupa-döntőjében a nyugatnémet VfB Stuttgart csapatát felülmúlva UEFA-kupa győztes lett. 1990 és 1992 között az AS Roma edzője volt; a rómaiakkal 1991-ben olasz kupagyőztes lett, valamint ismét UEFA-kupa-döntőben szerepelt, azonban a Giovanni Trapattoni vezette Internazionale csapata ellen elveszítették a döntőt. 1992 és 1993 között ismét a Napoli, majd 1994 és 1995 között az Internazionale ezetőedzőjeként dolgozott. Utoljára 2002-ben a Fiorentina csapatát irányította.

## Sikerei, díjai

### Játékosként
- Brescia
- Serie B bajnok: 1964–1965

### Edzőként
- Atalanta
- Serie C bajnok: 1981–1982
- Napoli
- Serie A bajnok: 1986–1987
- Olasz kupagyőztes: 1986–1987
- UEFA-kupa győztes: 1988–1989
- AS Roma
- Olasz kupagyőztes: 1990–1991